# Арсенал прибульців
«Арсенал прибульців» (англ. Alien Arsenal) — американський фантастичний фільм 1999 року.

## Сюжет
Двоє учнів середньої школи випадково натикаються на схованку з інопланетим озброєнням. Одягнувши позаземні обладунки, вони перетворюються в могутніх воїнів. Прибульці дізнавшись про це намагаються повернути зброю, яка їм потрібна для знищення людства. Але тепер хлопці можуть їх зупинити.

## У ролях
| Актор             | Роль            |
| ----------------- | --------------- |
| Джош Гаммонд      | Ральф           |
| Даніель Гувер     | Бакстер         |
| Мішель Нордін     | Феліція         |
| Крістіан Ковач    | Флеш            |
| Джеррод Корніш    | Монті           |
| Вільям Вогт       | Ленс            |
| Райлі Сміт        | Чед             |
| Домінік Катрамбон | Філ             |
| Стефані Меннелла  | Джилл           |
| Кріс Оліверо      | Білл            |
| Роберт Донован    | містер Липкі    |
| Бренда Блонделл   | місіс О'Хуліган |
| Браннон Гулд      | менеджер        |
| Метт Стівлі       | офіціант        |
| Джо Данзо         | будівельник 1   |
| Хіт Тайтай        | будівельник 2   |
| Скотт Бойєр       | будівельник 3   |
| Райан Ван Стініс  | приятель        |
| Бетені Золт       | студентка 1     |
| Мішель А. Кац     | студентка 2     |
| Джессіка Кіпер    | студентка 3     |